# أبو عربيد (جفال)
أبو عربيد (بالفارسية: ابوعرابید) هي قرية تقع في إيران في قسم جفال الريفي. يقدر عدد سكانها بـ 488 نسمة بحسب إحصاء 2016.